# موريتانيا في عام 2020

## الموظفون السامون
- رئيس الجمهورية : محمد ولد الشيخ الغزواني
- رئيس الوزراء : إسماعيل ولد بده ولد الشيخ سيديا (حتى 6 أغسطس) ومحمد ولد بلال (ابتداء من 6 أغسطس)

## الأحداث
- 1 يناير - فاتح السنة الميلادية، العطلات الرسمية في موريتانيا [1]
- 13 مارس – تم تأكيد أول حالة إصابة بـ COVID-19 في البلاد.[2]
- 30 مارس – تم الإبلاغ عن أول حالة وفاة لـ COVID-19 في البلاد.[3]
- 1 مايو - عيد العمال الدولي، عطلة رسمية [1]
- 23 مايو - عيد الفطر (نهاية رمضان) ، عطلة رسمية [1]
- 25 مايو - عيد الوحدة الأفريقية ، عطلة رسمية [1]
- 31 يوليو - تاباسكي (عيد الأضحى) ، عطلة رسمية [1]
- 18 أغسطس - اعتقال الرئيس السابق محمد ولد عبد العزيز (2008-2019) بتهمة الفساد.[4]
- 21 آب (أغسطس) - فاتح السنة الهجرية، عطلة رسمية [1]
- 16 ديسمبر - تمت إضافة الكسكس إلى قوائم التراث الثقافي غير المادي لليونسكو .[5]

## مناسبات مجدولة
- 29 تشرين الأول (أكتوبر) - المولد النبوي الشريف، عطلة رسمية [6]
- 28 تشرين الثاني (نوفمبر) - عيد الاستقلال (عن فرنسا، 1960)، عطلة رسمية [1]

## حالات الوفاة
- 23 نوفمبر- سيدي ولد الشيخ عبد الله، عن عمر يناهز 82 عاما، سياسي ، أول رئيس منتخب لموريتانيا بين عامي(2007-2008).[7]